# Democratische Burgerpartij
De Občanská demokratická strana (Nederlands: Democratische Burgerpartij, afkorting: ODS) is een politieke partij in Tsjechië. De ODS is een conservatieve en liberale partij. Toen de partij in de regering zat heeft ze ervoor gezorgd dat Tsjechië toetrad tot de EU, maar intussen is de ODS sceptisch over de Europese samenwerking en sterk tegen een Europese grondwet.
De ODS is opgericht in 1991, nadat het Burgerforum splitste. In 2006 won de partij de parlementsverkiezingen door 35,4% van de stemmen te behalen, wat resulteerde in 81 zetels in het Tsjechische parlement.

## Europees Parlement
Op 13 juli 2006 maakte de leider van de partij, Mirek Topolánek, samen met David Cameron, de leider van de Britse Conservative Party, bekend dat hun partijen de Europese Volkspartij en Europese Democraten zullen verlaten voor de Europese verkiezingen van 2009, om een nieuwe partij op te richten, de Beweging voor Europese Hervormingen.
In het Europees Parlement is de ODS momenteel lid van de groep Europese Conservatieven en Reformisten.